# Заблоцка, Юлия
Розалия Юлианна (Юлия) Заблоцка (14 февраля 1931, Забже — 26 марта 1993, Познань) — польская учёная-антиковед, историк и археолог, пионер исследований древней истории Ближнего Востока в Университете Адама Мицкевича в Познани. В конце 1970-х годов она участвовала в археологических разработках в Ираке и особенно активно участвовала в раскопках крепости Нове в современной Болгарии. В 1982 году она опубликовала историю Ближнего Востока в древности. В 1984 году она была назначена профессором древней истории Университета Адама Мицкевича.

## Ранняя жизнь и образование
Юлианна Розалия Заблоцка родилась 14 февраля 1931 года в Забже, Верхняя Силезия, в семье Павла Заблоцкого и Гертруды, урождённой Андерски. Потеряв отца, братьев и сестер в раннем возрасте, воспитывалась матерью, с которой у неё сложились очень близкие отношения. Живя в районе немецко-польской границы, она посещала немецкоязычную начальную школу (1937—1941), затем школу в Микульчице недалеко от Забже (1941—1944), а затем польскоязычную среднюю школу, куда она поступила в 1950 году. Благодаря стипендии она затем изучала историю в Казанском университете в СССР. В 1955 году она получила степень магистра, защитив диссертацию по древней истории.

## Карьера
В 1956 году Заблоцка вернулась в Польшу, чтобы стать преподавателем кафедры древней истории Университета Адама Мицкевича под руководством Тадеуша Завадского (1919—2008). В 1962 году она была назначена доцентом недавно созданной кафедры всеобщей древней истории. В том же году она получила степень доктора философии, защитив диссертацию по экономическим основам анатолийской аристократии. Это привело к двухлетней стипендии в Институте востоковедения Академии наук в Ленинграде, где она специализировалась в области ассириологии и древних языков Ближнего Востока под руководством Игоря Михайловича Дьяконова. После этого она вернулась в Университет Адама Мицкевича, где в 1983 году была назначена заведующей кафедрой древней истории и занимала эту должность до 1991 года.
После визита в Ирак в 1977 году Заблоцка проявила большой интерес к археологическим исследованиям, особенно к развитию городов на Ближнем Востоке. В современной Болгарии она участвовала в раскопках римского города Нове. Одной из её главных забот была ассирийская собственность, причем не только дворцовая и храмовая, но и частная собственность. Исследования привели к созданию авторитетной работы «Historia Bliskiego Wschodu w starożytności» («История Ближнего Востока в древности»), впервые опубликованной в 1982 году и переработанной в 1987 году.
Заблоцка участвовала во многих международных конференциях, представляя результаты своих исследований. В Мюнхене на 18 Rencontre Assyriologique (1970) она обратилась к зависимым ассирийским фермерам, а на конференции Шульму по древнему Ближнему Востоку в Будапеште (1974) она представила доклад о развитии коммуны в неоассирийский период. В 1978 году в Католическом университете Лувена она исследовала взаимоотношения между храмом и дворцом в Среднеассирийском государстве, а в следующем году в Лейпциге выступала с докладом о демографии Ниневии в VIII—VII веках до нашей эры. В 1989 году, в сентябре, она вместе со Стефаном Завадским организовала собственную конференцию в Познани, на которой они представили доклад на тему «Повседневная жизнь на древнем Ближнем Востоке».
Юлия Заблоцка неожиданно скончалась в Познани 29 марта 1993 года в возрасте всего 62 лет.